# Samuel Enderby (Unternehmer, 1756)
Samuel Enderby (* 1756 in London England; † 1829 ebd.) war britischer Unternehmer und Händler. Er war Sohn von Samuel Enderby (1719–1797), Gründer des in London ansässigen Walfangunternehmens Samuel Enderby & Sons.

## Leben
Über Samuel Enderby Leben ist wenig bekannt, ebenso wann Enderby in die Firma seines Vaters Samuel Enderby & Sons einstieg. Spätestens mit dem Tod seines Vaters im Jahr 1797 übernahm er Besitz und Verantwortung für eines der größten britischen Walfangunternehmen seiner Zeit.
Um weitere Einnahmequellen zu erschließen, bewarb sich Enderby Gefangenentransporte nach Australien durchführen zu dürfen. Die britische Regierung lehnte ab. Doch mit dem Amtsantritt von Philip Gidley King als Gouverneur von New South Wales im Jahr 1800 bekam Enderby als Freund von King, die Erlaubnis, Warentransporte in die Kolonie nach Australien durchführen zu können. Auch in Sachen Walfangrechte stand ihm King zur Seite. Unter Enderby's Führung wurde der Walfang in den gesamten südlichen Pazifik, bis in die japanischen Gewässer und bis in den Indischen Ozean vor den Küsten von Mosambik und den Seychellen ausgeweitet. 1820 trat Enderby öffentlich für eine Annexion von Neuseeland ein, um darüber die Walfänger und Händler an Neuseelands Küsten besser kontrollieren zu können. Mit seinem Tod im Jahr 1829 ging die Samuel Enderby & Sons in die Verantwortung seiner drei Söhne, Charles, Henry und George über.
In Samuel Enderby Zeit fiel die Entdeckung der Auckland Islands durch Kapitän Abraham Bristow. Bristow benannte eine der Inseln zu Ehren seines Chefs Enderby Island.